# جغد شمالی

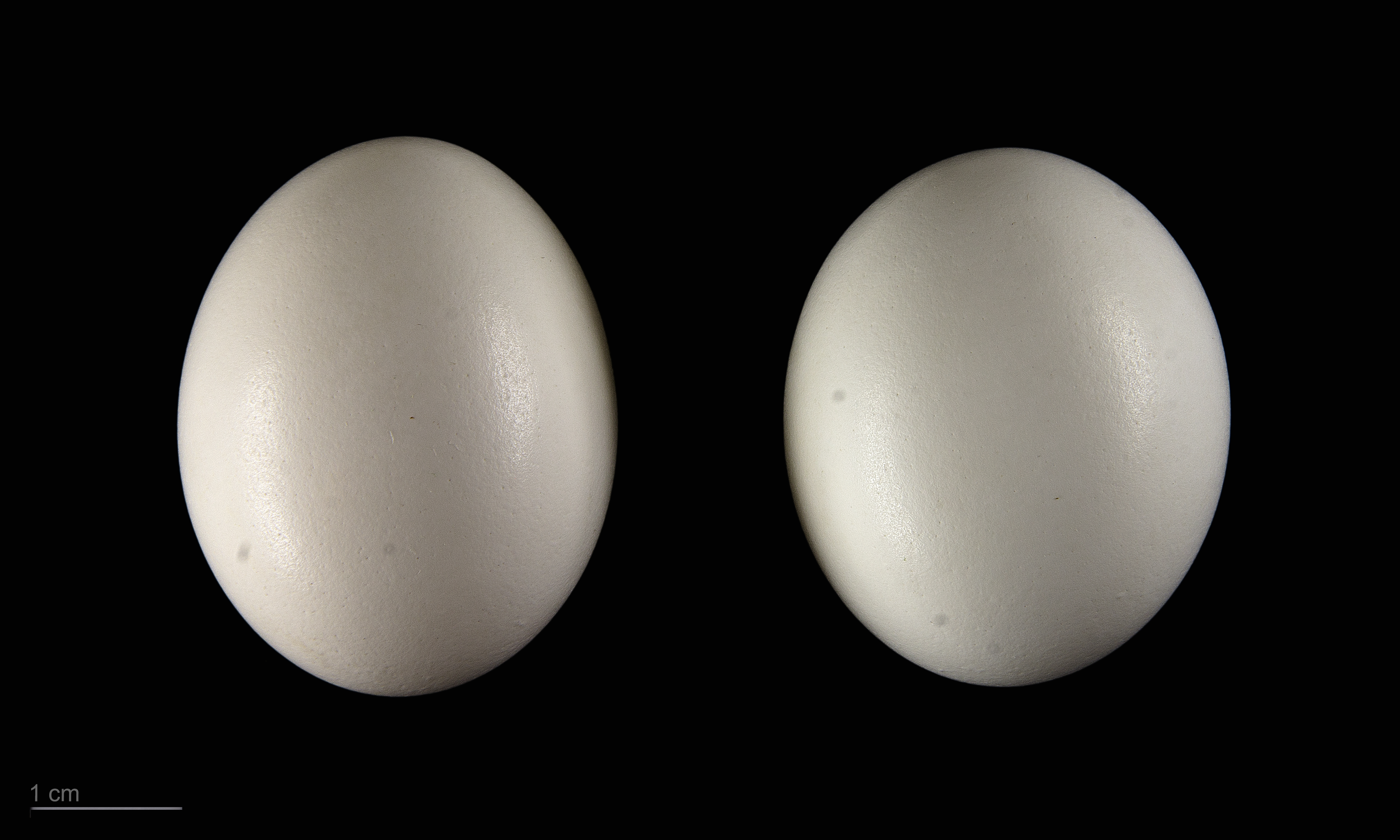
Aegolius funereus funereus

جغد شمالی (به انگلیسی: Boreal owl) گونه‌ای از خانوادهٔ جغدان راستین است.
طول این پرنده از سر تا دم آن ۲۲–۲۷ سانتی‌متر و طول بال‌های آن ۵۰–۶۲ سانتی‌متر است، محل زندگی این پرنده در سراسر شمال آمریکای شمالی، اوراسیا و رشته‌های آلپ و راکی است. جغد شمالی می‌تواند ۳ تا ۶ تخم در سوراخ‌های درختان بگذارد.